# Arnošt Pořízka

Symbol (vlajka) fašistické a kolaborantské organizace Vlajka

Arnošt Pořízka (1897? – 1980?, Ostrava) byl ostravský fašista, za protektorátu pak první z řady velitelů Svatoplukových gard.

## Životopis
Arnošt Pořízka se narodil v roce 1897. Arnošt Pořízka byl aktivní ve fašistickém hnutí již za první republiky. Fašistická a kolaborantská organizace Vlajka disponovala za protektorátu elitními údernými složkami (paramilitantními oddíly) českých fašistů, které se nazývaly Svatoplukovy gardy (SG). Tyto gardy se rozšířily po celém protektorátu, ale nejsilnější pozice a podporu měly na Ostravsku.
- Nejvyšším (vrchním) velitelem Svatoplukových gard byl český fašistický politik, novinář a funkcionář Vlajky Jan Rys-Rozsévač (vlastním jménem Josef Rozsévač).[5]
- Velitelskou pravomoc nad Svatoplukovými gardami vykonával ostravský fašista Arnošt Pořízka[2][p 1], a to zhruba v období od vzniku SG, tj. od 11. října 1939 až do 10. února 1940, kdy tuto funkci převzal Jaroslav Čermák[7][8] (a po něm od února roku 1941 Vojtěch Musil).[7][5] [p 2]
- V Praze byla ještě (při vzniku SG) ustanovena funkce náčelníka štábu[9] (hejtmana) pražského křídla[9] Svatoplukových gard.[2] Tuto funkci zastával nedostudovaný kněz a zvěrolékař,[2] ambiciózní český fašista a nebezpečný kolaborant[9] František Směták.[2]

Během roku 1940 se František Směták spolu s Arnoštem Pořízkou pokusili převzít moc nad Svatoplukovými gardami. Ty tou dobou cvičily v Praze na Střeleckém ostrově a ve svém největším rozmachu měly asi 800 členů.
- V paláci Lucerna (na adrese: Štěpánská 704/61) se dne 6. února 1940 konalo ve velkém sále Lucerny shromáždění Vlajky, Svatoplukových gard a dalších fašistů.[9] Po skončení shromáždění pak v baru Lucerna došlo k roztržce mezi hejtmanem Svatoplukových gard Františkem Smětákem a jejich velitelem Arnoštem Pořízkou na jedné straně a Janem Rysem-Rozsévačem na straně druhé.[9] Ještě ostřejší střet ale následoval o čtyři dny později v Myslíkově ulici, kde sídlil sekretariát ČNST–Vlajky.[9]
- V nádražní restauraci na Hlavním nádraží (německy: Hauptbahnhof, na adrese: Wilsonova 300/8) se dne 9. února 1940 konala schůzka ostravských fašistů Arnošta Pořízky a Jakuba Niemczyka na jedné straně s reprezentantem pražského křídla Svatoplukových gard Františkem Smětákem na straně druhé.[9] Roztržka, k níž v nádražní restauraci došlo, pokračovala druhý den v sídle ČNST–Vlajky v Myslíkově ulici.[9]
- Ve třech patrech v zadním traktu domu na adrese Myslíkova 1959/15 (německy: Myslík–Gasse) sídlilo přibližně od 15. března 1939 až do ledna 1943 (kdy byla Vlajka rozpuštěna) sídlo Vlajky.[9] Dům byl současně „hlavním stanem“ Svatoplukových gard a zde také úřadoval náčelník štábu (hejtman) Svatoplukových gard František Směták.[9] (Hlavní velitelství Svatoplukových gard v čele s Arnoštem Pořízkou bylo v Ostravě.[9]) Dne 10. února 1940 tady došlo k prudkému sporu mezi Františkem Smětákem na jedné straně a ostravskými fašisty Jakubem Niemczykem a Arnoštem Pořízkou na straně druhé.[9] Celá hádka skončila inzultací obou ostravských fašistů, jejich vyhozením z budovy a následným vyloučením z Vlajky.[9]

Po výše uvedené roztržce v Myslíkově ulici byli i František Směták s Arnoštem Pořízkou vyloučeni z řad členů Svatoplukových gard.
V únoru 1940 došlo v rámci Svatoplukových gard k rozkolu, jenž spočíval v tom, že se ostravské křídlo SG odtrhlo od ČNST–Vlajky a dále vystupovalo samostatně. Shromáždění Vlajky byla od té doby pravidelně narušována stoupenci ostravských gardistů. Dobrým příkladem, jak takové narušitelské akce probíhaly, může být událost z 18. června 1940, kdy byla naplánována přednáška Jana Ryse–Rozsévače v Moravské Ostravě (v místním Katolickém domě) na téma „O budoucnosti českého národa“. Toho dne v podvečerních hodinách se před budovou shromáždilo několik desítek ozbrojených gardistů pod vedením Arnošta Pořízky. Jejich cílem bylo násilným útokem znemožnit konání přednášky, což se jim skutečně zdařilo a Jan Rys-Rozsévač se musel zachránit rychlým útěkem oknem do dvora. Situace implikovala násilný policejní zásah, při němž příslušníci policie zajistili u přítomných gardistů mnoho zbraní (2 býkovce, 13 obušků, 2 dýky, 1 poplašná pistole a tyče s hřeby).
V letních měsících 1940 disponovaly SG poměrně značným počtem stoupenců soudě podle toho, že na jejich veřejně pořádaných akcích v Moravské Ostravě se pravidelně scházelo až několik stovek osob. Dokladem toho je například účast 680 osob, členů a stoupenců Svatoplukových gard na přednášce Arnošta Pořízky, která se uskutečnila 18. května 1940.
Rétorika a ideové zaměření SG vyznívalo pronacisticky se silným, až nenávistným protižidovským akcentem. Běžně gardisté požadovali například prohlášení bývalého prezidenta Edvarda Beneše za zrádce národa, propagovali zřizování pracovních táborů pro Židy a „osoby práce se štítící“, podporovali myšlenku kontroly školství ze strany českých „národovců“ (to jest představitelů SG a dalších kolaborantských organizací českých fašistů). V rezoluci (vztahující se k přednášce Arnošta Pořízky z 18. května 1940) pak dále zaznívaly i požadavky na akceptování nacistické okupační správy, odmítání ideálů a demokratické praxe první republiky, jakož i důsledné zavedení platnosti norimberských rasových zákonů na celém území Protektorátu Čechy a Morava. V uvedené Pořízkově rezoluci kupříkladu dále gardisté požadovali „odstranění zločinného židovstva ze životního prostoru českého národa“, úplné hospodářské včlenění Protektorátu Čechy a Morava do nacistického Německa a předání českých rozhlasových stanic v Moravské Ostravě a Brně pod kontrolu gardistů.
Arnošt Pořízka obdržel (v roce 1944 či na přelomu let 1944 / 1945) vyznamenání Čestný štít protektorátu Čechy a Morava s orlicí sv. Václava, a to III. stupeň se zlatým věncem. (Totéž vyznamenání v tomtéž stupni obdrželi například i Emanuel Moravec, Jan Rys-Rozsévač či Josef Burda.) Arnošt Pořízka zemřel v Ostravě v roce 1980.
Po skončení druhé světové války byli odsouzeni Mimořádným lidovým soudem (MLS) v Moravské Ostravě zakladatelé Svatoplukových gard Arnošt Pořízka a Jakub Niemczyk k trestu odnětí svobody na dobu 20 let. Patnáctiletý trest odnětí svobody obdržel velitel Gajdových gard na Ostravsku Emanuel Jančar. Během procesu s vlajkaři se všichni obžalovaní (a později i odsouzení) chovali klidně bez jediného slova.